# Ланг (Штирія)
Ланг (нім. Lang) —  громада в окрузі Лайбніц австрійської федеральної землі Штирія.
Громаді належать села Геттлінг, Ланг, Лангаберг, Дексенберг, Ширка, Штангенсдорф та Йос.

## Сусідні громади
| Генгсберг                | Вільдон      |                          |
| Санкт-Ніколай-ім-Заузаль | Розташування | Лебрінг-Санкт-Маргаретен |
|                          | Тілльміч     |                          |